# Pterostyrax psilophyllus
Pterostyrax psilophyllus är en storaxväxtart som beskrevs av Friedrich Ludwig Diels och Janet Russell Perkins. Pterostyrax psilophyllus ingår i släktet Pterostyrax och familjen storaxväxter. Inga underarter finns listade i Catalogue of Life.

## Bildgalleri

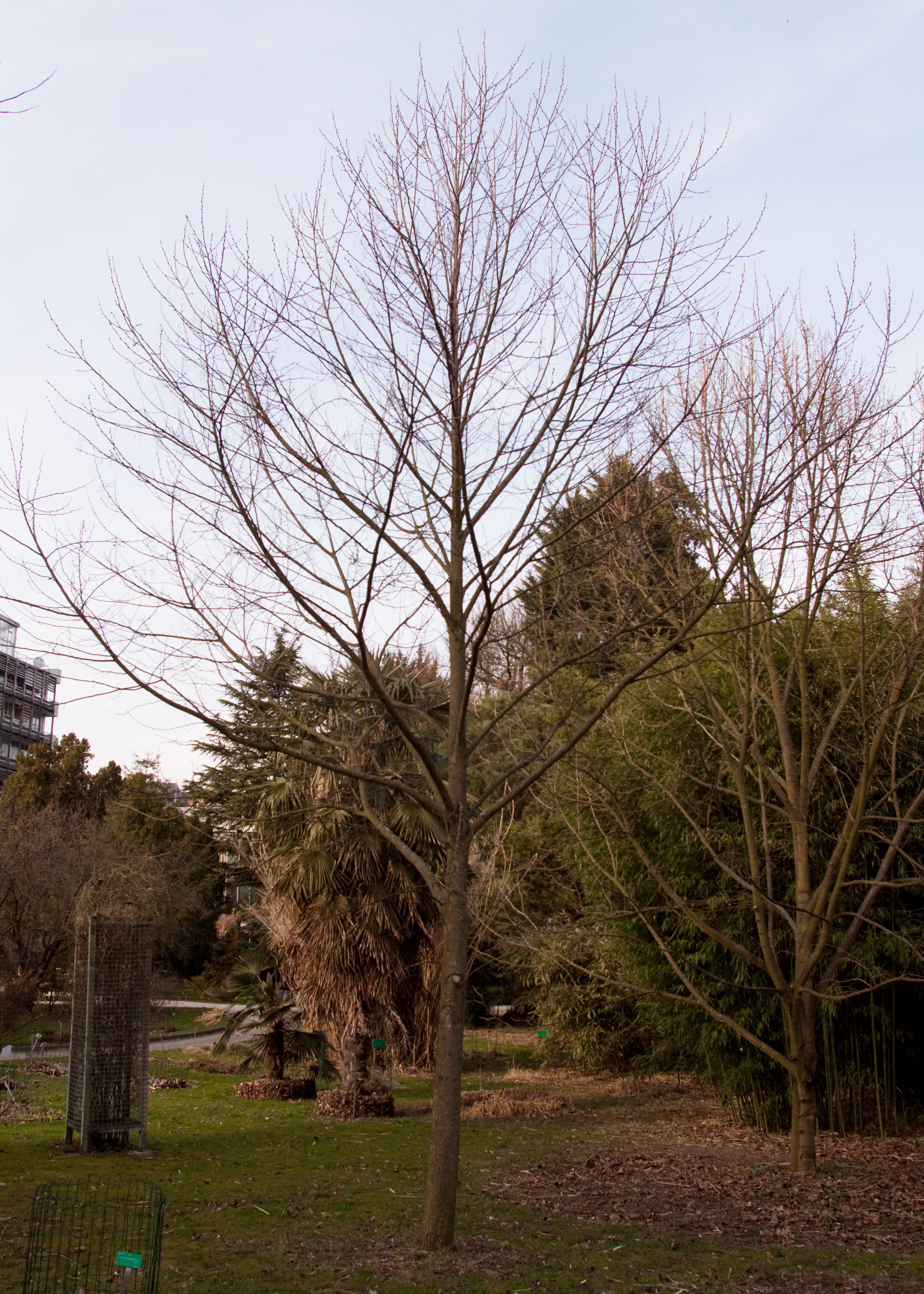
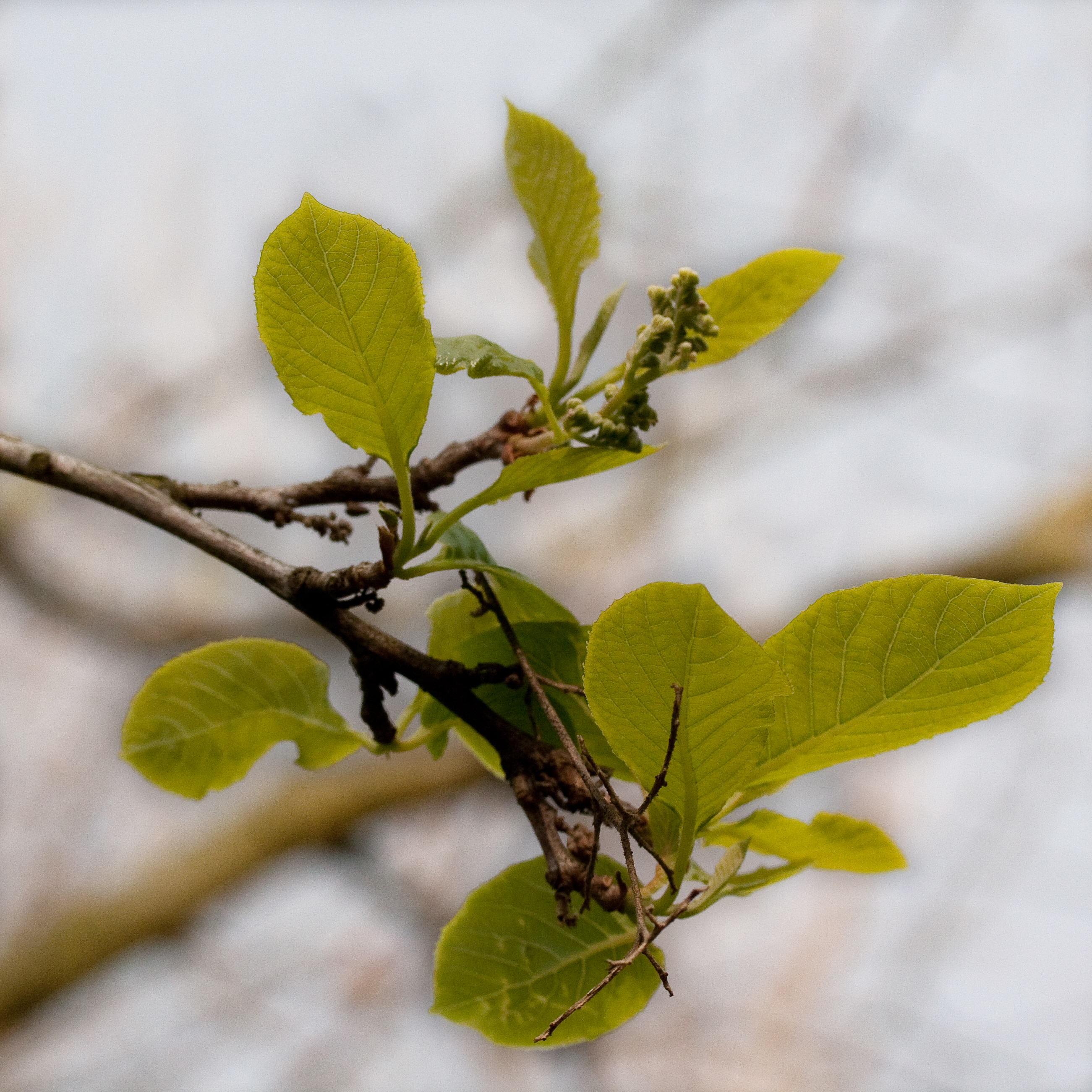
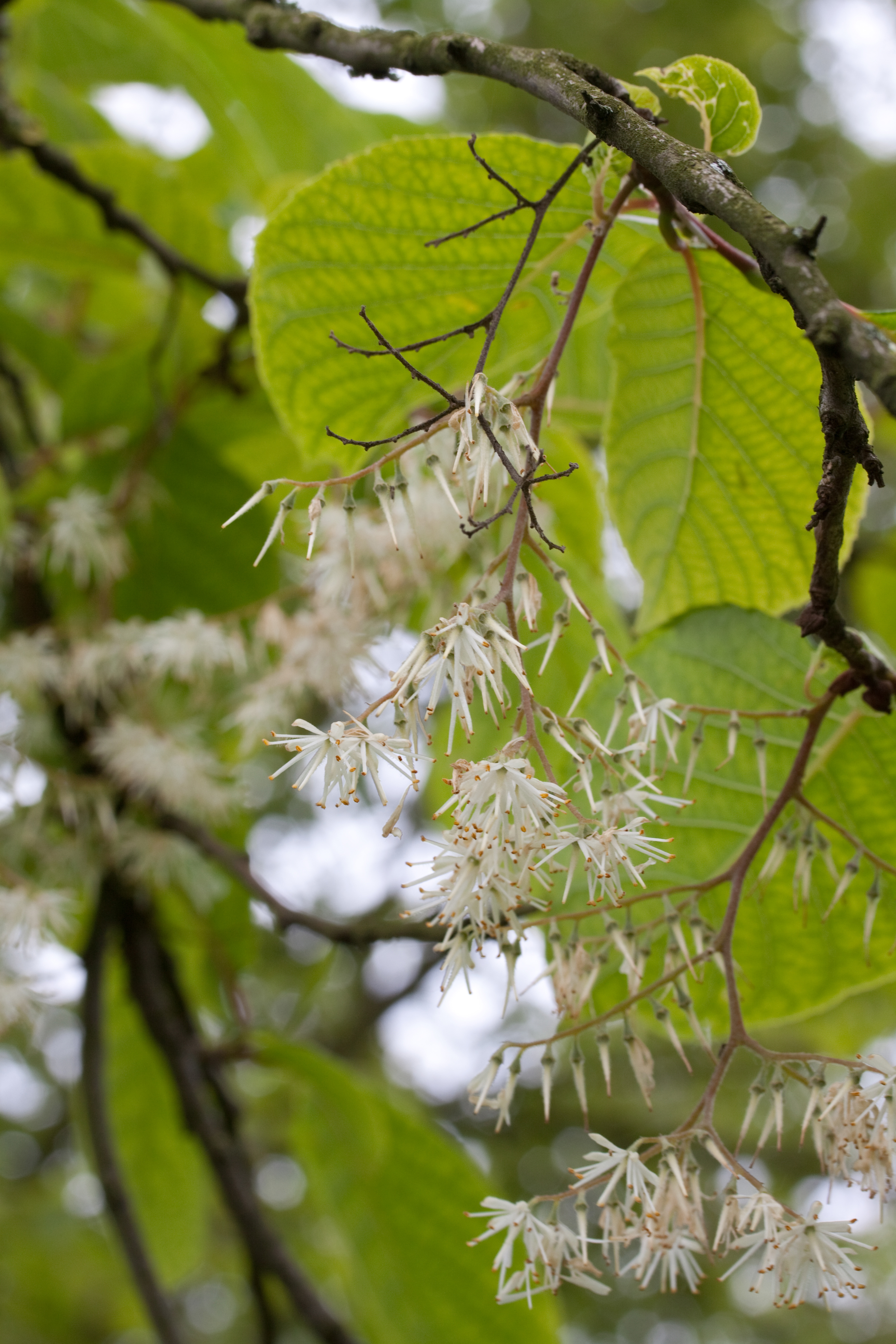
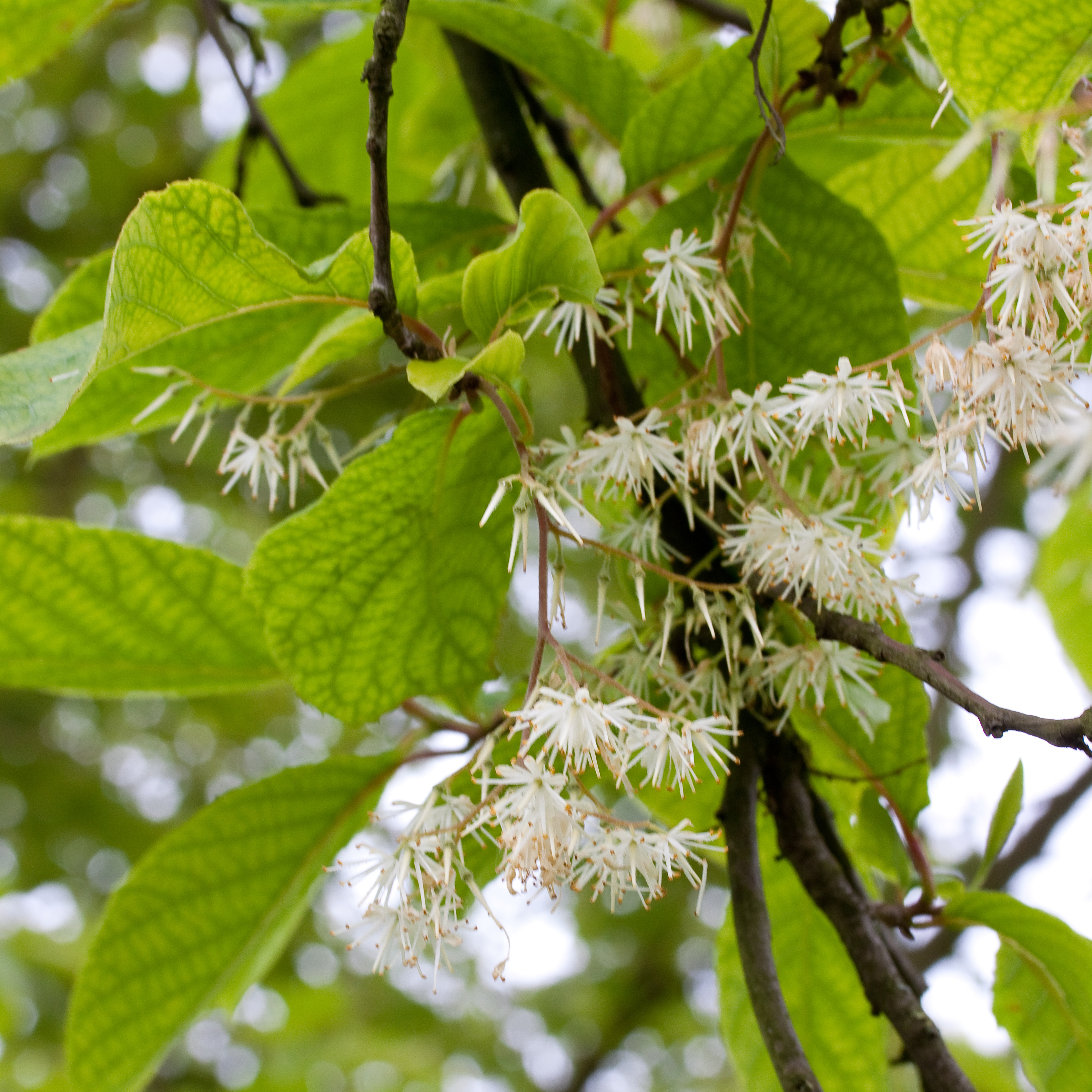
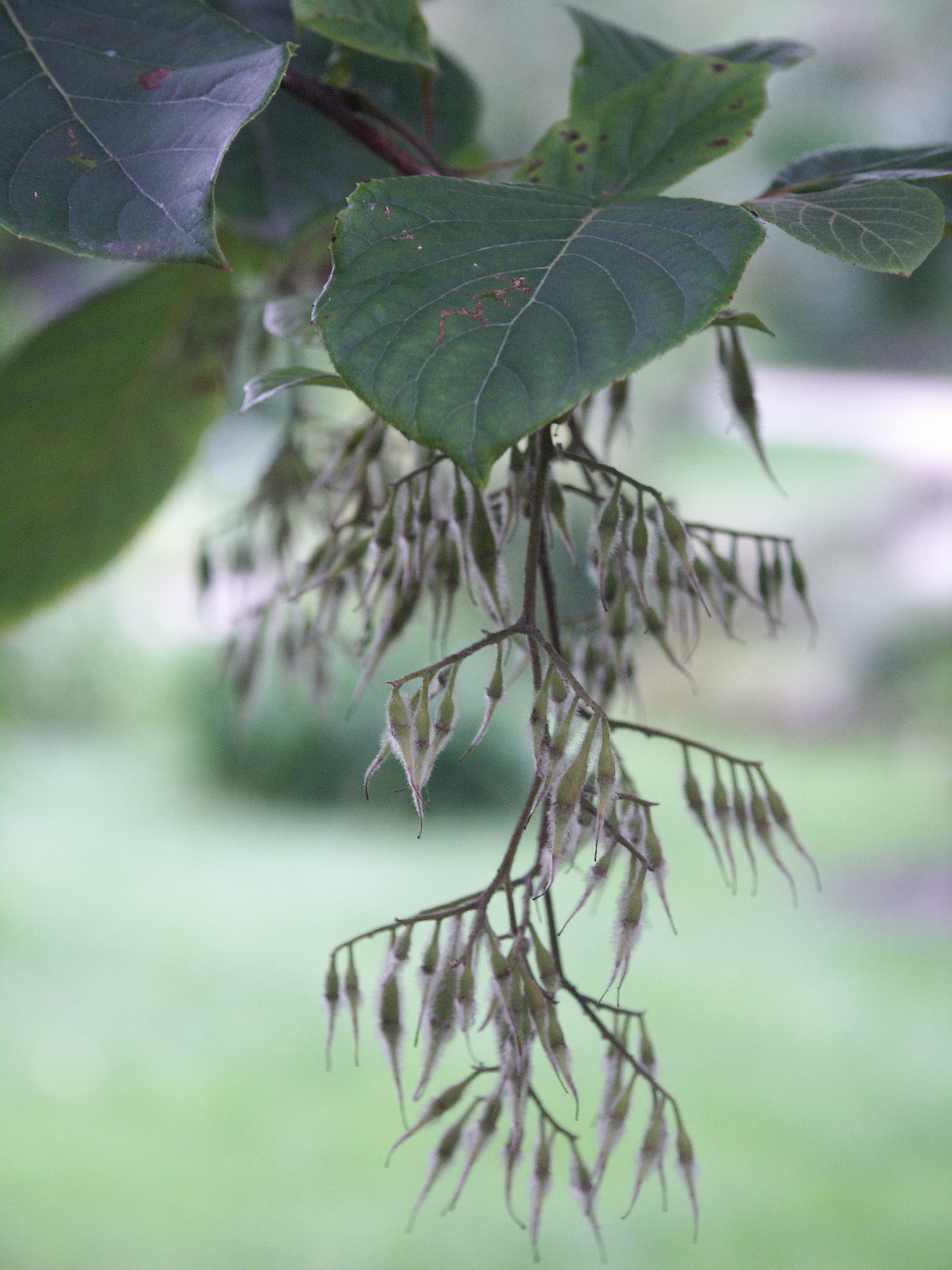
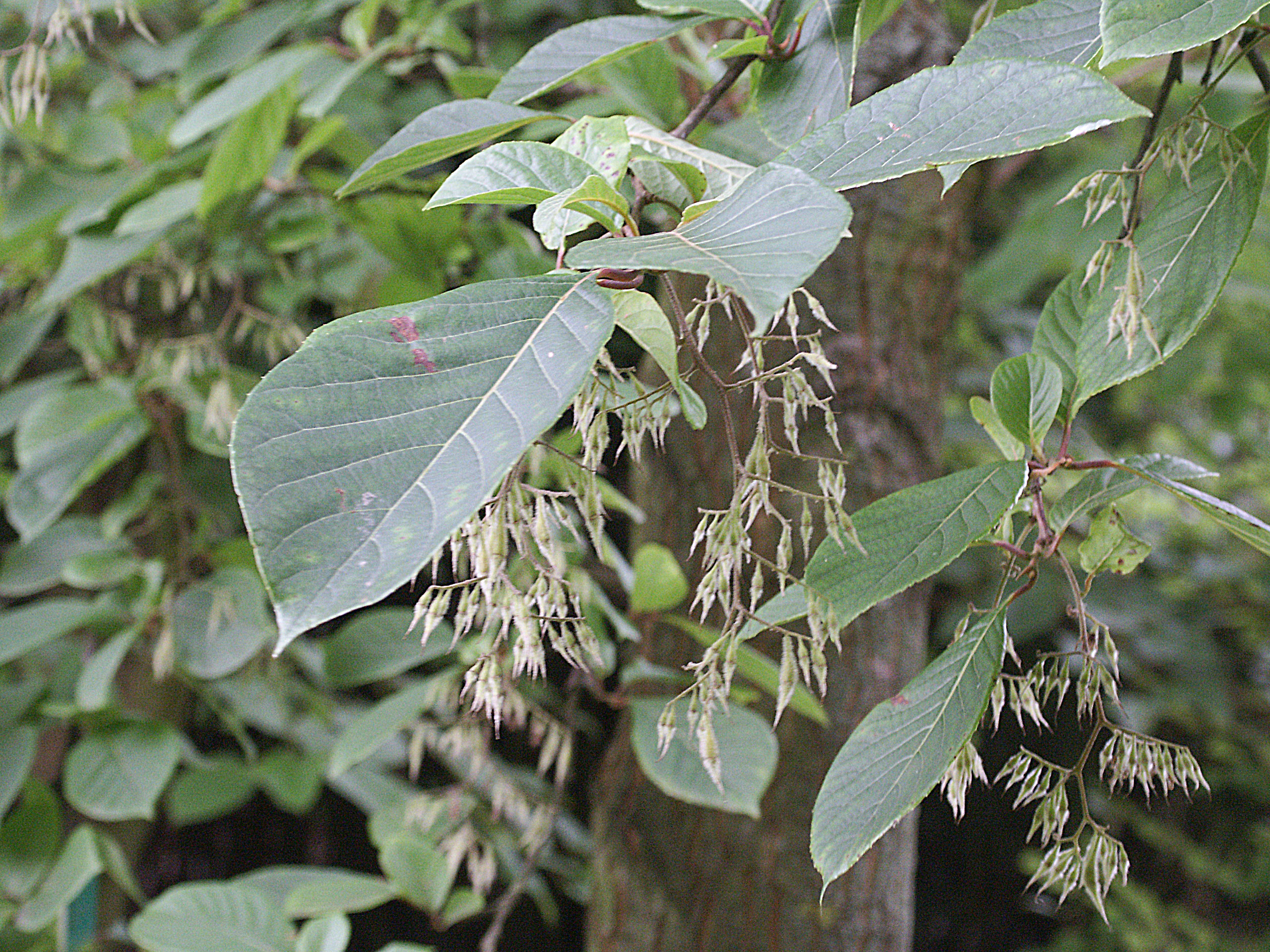